# Calcidica (unità periferica)

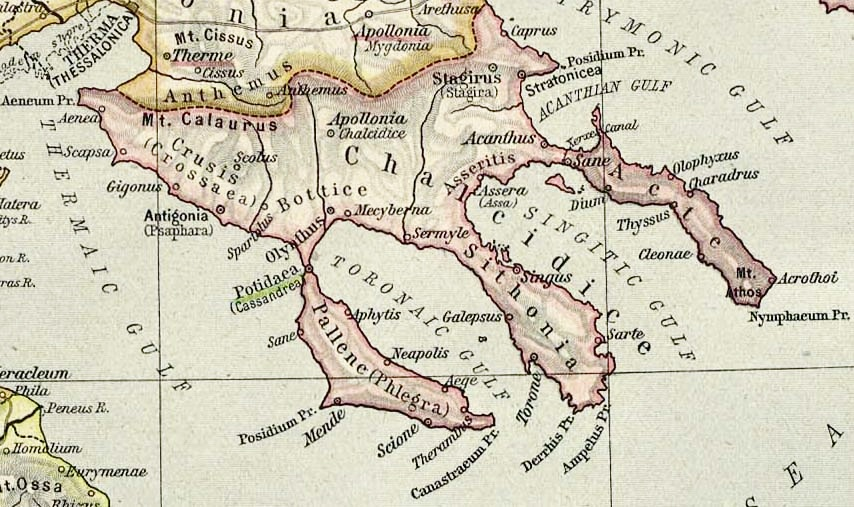
Antica mappa della penisola Calcidica

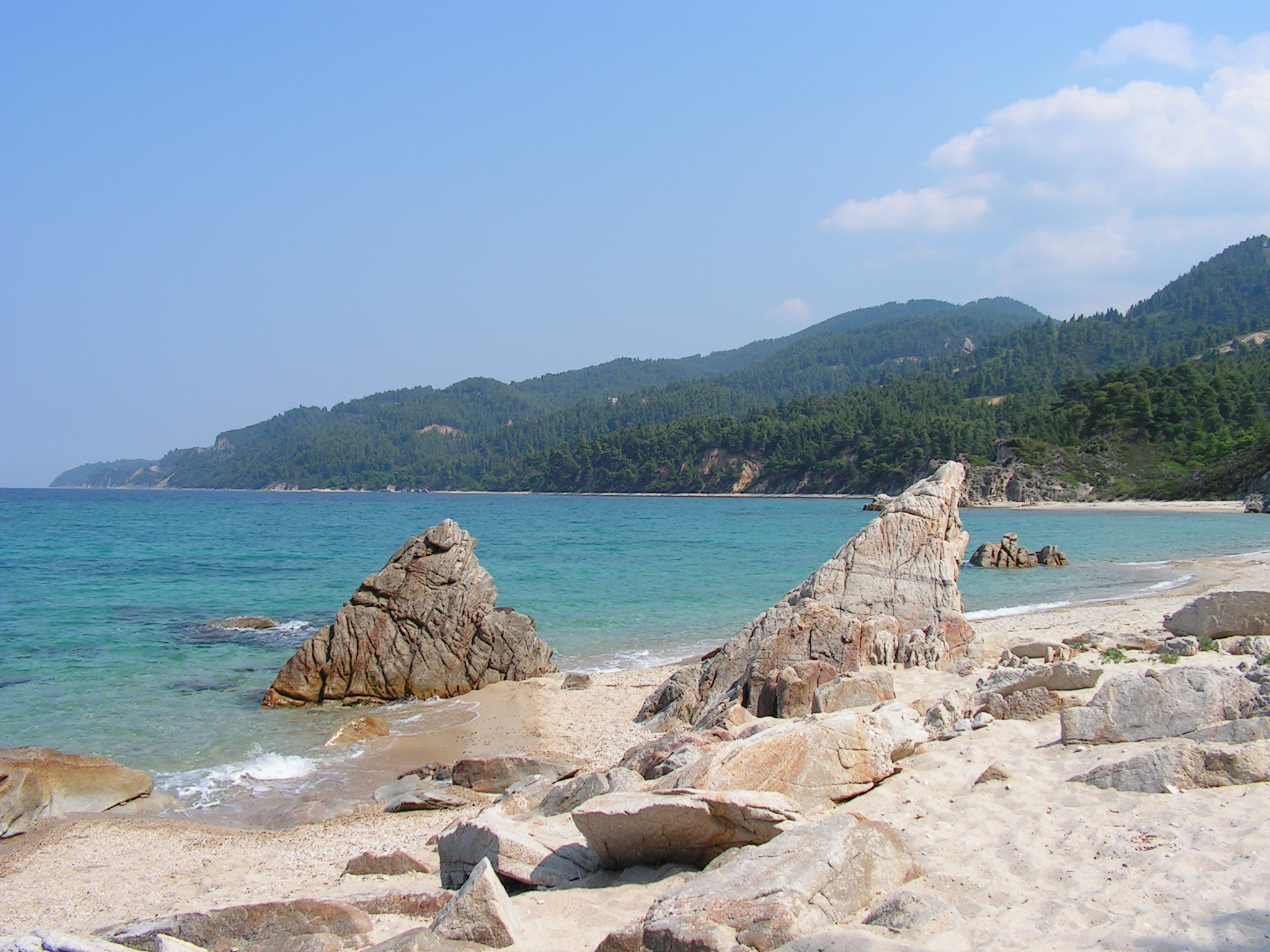
Una spiaggia a Vourvourou, sulla penisola di Sitonia.

L'unità periferica della Calcidica (in greco Περιφερειακή ενότητα Χαλκιδικής?, Chalkidiki) è una delle sette unità periferiche in cui è divisa la periferia della Macedonia Centrale. Il capoluogo è la città di Polygyros.

## Geografia fisica
La prefettura Calcidica, confinante a nord con la Prefettura di Salonicco, comprende quasi interamente il territorio della penisola calcidica: il territorio della sottopenisola Pallene appartiene al comune di Kassandra, il territorio della sottopenisola Longos appartiene al comune Sitonia. Il territorio del Monte Athos, nella sottopenisola più orientale (Penisola di Hàgion Oros) non appartiene invece alla prefettura Calcidica, in quanto è uno stato autonomo sotto sovranità greca (Stato Monastico Autonomo del Monte Athos). Con i suoi 2033 m s.l.m., il monte Athos è il rilievo più alto della regione. I monti Cholomon, nella parte centro-settentrionale della regione, sono i rilievi più alti della prefettura, con altezze attorno ai 900 m.
In epoca antica la Calcidica fece parte della Tracia fino a quando non venne conquistata dai Macedoni. I primi colonizzatori greci della zona, provenivano da Calcide (la cui area era anch'essa nota come Calcidica) e Eretria, entrambe città euboiche, e vi giunsero attorno all'VIII secolo a.C., fondando città quali Olinto, Mende, Torone e Scione. Una seconda ondata giunse da Andros nel VI secolo a.C. L'antica città di Stagira fu il luogo di nascita di Aristotele.
Capoluogo della prefettura Calcidica è Polygyros, situata nel centro della penisola.
Attualmente la penisola Calcidica è un'importante località turistica balneare, meta di turismo internazionale.
Nel giugno 2003, in un hotel di Porto Carras i leader dell'Unione europea stesero la prima bozza della Costituzione europea.

## Trasporti e comunicazioni
La Calcidica è una delle prefetture che non è collegata da alcuna ferrovia.
Ma è ben collegata con bus da Salonicco, che in circa due ore e mezza raggiungono le principali località della penisola
Nell'antichità la penisola è stata interessata dal taglio di due istmi con canali artificiali navigabili: il Canale di Serse e il Canale di Potidea, quest'ultimo ancora esistente.

## Siti archeologici
- Olynthos

## Prefettura
Pella era una prefettura della Grecia, abolita a partire dal 1º gennaio 2011 a seguito dell'entrata in vigore della riforma amministrativa detta Programma Callicrate
La riforma amministrativa ha anche modificato la struttura dei comuni che ora si presenta come nella seguente tabella:
| Nuovi comuni   | Vecchi comuni    | Sede         |
| -------------- | ---------------- | ------------ |
| Aristotelis    | Arnaia           | Ierissos     |
| Aristotelis    | Panagia          | Ierissos     |
| Aristotelis    | Stagira-Akanthos | Ierissos     |
| Kassandra      | Kassandra        | Kassandreia  |
| Kassandra      | Pallini          | Kassandreia  |
| Nea Propontida | Kallikrateia     | Nea Moudania |
| Nea Propontida | Moudania         | Nea Moudania |
| Nea Propontida | Triglia          | Nea Moudania |
| Polygyros      | Polygyros        | Polygyros    |
| Polygyros      | Anthemounta      | Polygyros    |
| Polygyros      | Zervochoria      | Polygyros    |
| Polygyros      | Ormylia          | Polygyros    |
| Sitonia        | Sitonia          | Nikiti       |
| Sitonia        | Toroni           | Nikiti       |

## Precedente suddivisione amministrativa
Dal 1997, con l'attuazione della riforma Kapodistrias, la prefettura della Calcidica era suddivisa in quattordici comuni.
| Comune           | Codice YPES | Capoluogo           | Codice postale | Prefisso tel. ((0)30-) |
| ---------------- | ----------- | ------------------- | -------------- | ---------------------- |
| Anthemounta      | 5201        | Galatista           | 630 73         | 23710-32               |
| Arnaia           | 5202        | Arnaia              | 630 47         | 23720-2                |
| Kallikrateia     | 5204        | Nea Kallikratia     | 630 80         | 23990-2                |
| Kassandra        | 5205        | Kassandra           | 630 77         | 23990-2                |
| Moudania         | 5206        | Nea Moudania        | 632 00         | 23730-2                |
| Ormylia          | 5207        | Ormylia             | 630 71         | 23710-41               |
| Pallini          | 5208        | Pefkochori Chanioti | 630 85         | 23740-5                |
| Panagia          | 5209        | Mega Panaria        | 620 76         | 23730-3                |
| Polygyros        | 5210        | Polygyros           | 631 00         | 23710-2                |
| Sitonia          | 5211        | Nikiti              | 630 88         | 23750-2                |
| Stagira-Akanthos | 5212        | Ierissos            | 630 72         | 23770-2                |
| Toroni           | 5213        | Sykia               | 630 72         | 23750-41               |
| Triglia          | 5214        | Nea Triglia         | 630 79         | 23750-5                |
| Zervochoria      | 5203        | Palaiochora         | 630 73         | 23710-6                |